# Колмар
Колмар (фр. Colmar, алз. Colmer) град је у североисточној Француској у региону Алзас, у департману Горња Рајна. По подацима из 2006. године број становника у месту је био 65.713, а 120.000 у ширем подручју.
Колмар се налази у релативно равном подручју где се речица Лаух (Lauch) улива у реку Ил, око 20 километара западно од Рајне, на источним падинама Вогеза. То је приближно средокраћа пута од Базела (удаљен 60 км) до Стразбура (удаљен 65 км).
Град је познат по сунчаној и сушној микроклими. Ту годишње падне у просеку свега 550 милиметара кишног талога, што је идеално за гајење винове лозе. Због тога се Колмар сматра престоницом алзашког вина (capitale des vins d'Alsace).
Колмар је карактеристичан по очуваном старом граду, архитектонским споменицима и музејима. У њему су рођени значајни уметници: сликар и графичар Мартин Шонгауер и скулптор Фредерик Бартолди, аутор Кипа слободе у Њујорку.

## Историја
Град је основан у 9. веку. Цар Карло Дебели је овде одржао скупштину 884. Колмар је добио статус слободног царског града 1226. Град је прихватио протестантизам 1575. Током Тридесетогодишњег рата град су 1632. заузели Швеђани и држали га 2 године. Луј XIV је заузео град за Француску 1673, што је потврђено уговором 1679. Колмар је 1871. припојен Немачком царству, што је била последица Француско-пруског рата. Град је враћен Француској 1918, и поново 1945, после светских ратова.

## Географија

### Клима
| Клима (Колмар)              | Клима (Колмар) | Клима (Колмар) | Клима (Колмар) | Клима (Колмар) | Клима (Колмар) | Клима (Колмар) | Клима (Колмар) | Клима (Колмар) | Клима (Колмар) | Клима (Колмар) | Клима (Колмар) | Клима (Колмар) | Клима (Колмар) |
| Показатељ \ Месец           | .Јан.          | .Феб.          | .Мар.          | .Апр.          | .Мај.          | .Јун.          | .Јул.          | .Авг.          | .Сеп.          | .Окт.          | .Нов.          | .Дец.          | .Год.          |
| --------------------------- | -------------- | -------------- | -------------- | -------------- | -------------- | -------------- | -------------- | -------------- | -------------- | -------------- | -------------- | -------------- | -------------- |
| Апсолутни максимум, °C (°F) | 18,5 (65,3)    | 21,8 (71,2)    | 25,5 (77,9)    | 29,4 (84,9)    | 34,7 (94,5)    | 37,5 (99,5)    | 38,7 (101,7)   | 40,9 (105,6)   | 33,6 (92,5)    | 30,7 (87,3)    | 21,8 (71,2)    | 20,3 (68,5)    | 40,9 (105,6)   |
| Средњи максимум, °C (°F)    | 4,8 (40,6)     | 6,8 (44,2)     | 11,9 (53,4)    | 16 (61)        | 20,4 (68,7)    | 23,7 (74,7)    | 26,1 (79)      | 25,8 (78,4)    | 21,4 (70,5)    | 15,8 (60,4)    | 9,2 (48,6)     | 5,5 (41,9)     | 15,7 (60,3)    |
| Просек, °C (°F)             | 1,7 (35,1)     | 2,8 (37)       | 7 (45)         | 10,4 (50,7)    | 14,9 (58,8)    | 18 (64)        | 20,2 (68,4)    | 19,8 (67,6)    | 15,8 (60,4)    | 11,3 (52,3)    | 5,7 (42,3)     | 2,7 (36,9)     | 10,9 (51,6)    |
| Средњи минимум, °C (°F)     | −1,4 (29,5)    | −1,2 (29,8)    | 2 (36)         | 4,8 (40,6)     | 9,3 (48,7)     | 12,3 (54,1)    | 14,2 (57,6)    | 13,7 (56,7)    | 10,2 (50,4)    | 6,8 (44,2)     | 2,2 (36)       | −0,2 (31,6)    | 6,7 (44,1)     |
| Апсолутни минимум, °C (°F)  | −22 (−8)       | −24,8 (−12,6)  | −16 (3)        | −7,3 (18,9)    | −3,1 (26,4)    | −2,1 (28,2)    | 4 (39)         | 3,2 (37,8)     | −1 (30)        | −7,6 (18,3)    | −13,1 (8,4)    | −19 (−2)       | −24,8 (−12,6)  |
| [ тражи се извор ]          |                |                |                |                |                |                |                |                |                |                |                |                |                |

## Демографија
| 1962.  | 1968.  | 1975.  | 1982.  | 1990.  | 1999.  | 2006.  | 2011.  |
| ------ | ------ | ------ | ------ | ------ | ------ | ------ | ------ |
| 52.355 | 59.550 | 64.771 | 62.483 | 63.498 | 65.118 | 65.713 | 67.409 |

## Партнерски градови
- Абингдон на Темзи
- Хајд
- Ајзенштат
- Ђер
- Лука
- Принстон
- Шонгау
- Син Никлас